# آکوسمیسم
آکوسمیسم (به انگلیسی: acosmism)، برخلاف همه‌خدایی، واقعی بودن جهان را رد کرده و آنرا به عنوان نوعی توهم دانسته (پیشوند «ἀ-» در یونانی عبارت از پیشوند منفی‌سازی همچون «un-» در زبان انگلیسی است) و تنها مطلق لایتناهی ناآشکار را به عنوان واقعیت می‌پندارند. نسخه‌های از آکوسمیسم در فلسفه‌های شرقی و غربی یافت می‌گردد.

## در فلسفه شرقی
مفهوم مایا در مکتب غیر-دوگانی از هندوئیسم به نام ویدانته ادویته، یشکلی از آکوسمیسم است. مایا به معنی «توهم، ظواهر» است. در این مکتب، جهان یک مایا پنداشته می‌شود، با این حال، این به معنی نفی واقعی بودن کائنات نیست. وندی دونیجر تشریح می‌نماید که «اگر گفته شود که هستی توهم (مایا) است، بدین معنی نیست که کائنات غیرواقعی است؛ بلکه به این معنی است که کائنات آن چیزی نیست که به نظر می‌رسد، بلکه چیزیست که همواره در حال ساخته شدن است. مایا نه تنها مردم را در مورد چیزهایی که فکر می‌کنند می‌دانند فریب می‌دهد، بلکه به‌طور اساسی تر به این معنی است که دانش مردم را در مورد چیزهایی را که به لحاظ معرفت‌شناختی و هستی‌شناختی درجه دو هستند را محدود می‌نماید.»
در مکتب ویدانته‌ی هندوئیسم، جهان درک شده مایا است که واقعیت مطلق و نهایی (براهمن) را پنهان می‌کند. ویدانته می‌گوید، ذهن بشر تجربه سوبژه‌ای از جهان ساخته و خطر این را دارد که منجر به سوء تفاهم ادراکی از مفهوم مایا گردد و همچنین مایا را به عنوان تنها واقعیت نهایی تفسیر می‌نماید. معتقدین ویدانته تشریح می‌نمایند که «این جهان و مردم درون آن، چیزی نیست که در ظاهر به نظر می‌رسد، بلکه چیزی بیش از اشکال فیزیکی هستند که از آن‌ها درک می‌شود». مایا آن چیزی است که یک حس دوگانگی (یا کثرت تقسیمی) غلطی را آشکار و جاودانه می‌سازد. این آشکارسازی واقعی است، اما ماهیت اساسی و حقیقی واقعیت را غبار آلود و غیرقابل درک می‌کند. ویدانته معتقد است که آزادی عبارت از تحقق و درک نامحدود این اصول نامرئی است، در وهله اول اینکه خویشتن خود (روح) یک فرد با خوشتن دیگران و خویشتن در هر چیزی دیگری یکسان است (براهمن).
مایکل کومانس می‌گوید که هدف ادویته ویدانه، همان‌طور که در «ماندوکیا اوپانیشاد»  بیان شده، هویدا سازی این نکته است که حقیقت مطلقی که در زیربنای کیهان قرار دارد، هنوز هم ذاتاً غیر کیهانی است، و جوهرهٔ «هسته» یا «خود» تمام موجودات را تشکیل می‌دهد. اوپانیشاد به این واقعیت نام براهمن نهاده و به صورت صریح می‌گوید که این براهمن در حقیقت با «خود» یکی است.
بهترین توصیفی که از مکتب ادویته ویدانته می‌توان داشت یک ایده‌آلیزم مطلق یگانه‌گرا است، در حالی که مکتب دویته ویدانته، ایده‌آلیزم کثرت‌گرا است. هر دوی این مکاتب دارای عناصری از هستی‌شناسی آکوسمیسم هستند، که در آن بُعد مادی کیهانی به عنوان «توهم، ظاهر، واقعیت ناکامل» پنداشته شده، در مقایسه با دیگری که برای آن «روحی جاودان و تغییرناپذیر» فرض گرفته می‌شود. در فلسفه ادویته ویدانته، دو واقعیت وجود دارد: ویاواهاریکا (واقعیت تجربی) و پارامارتیکا (واقعیت مطلق و روحانی). مایا در حقیقت ظاهر پدیده‌ها است. از نظر معتقدین ادویته، براهمن (و واقعیت نهایی، مطلق، روح کیهانی) عبارت از واقعیت متافیزیکی است. جهان هستی یعنی مایا، به لحاظ معرفت‌شناختی و تجربه‌گرایی یک واقعیت است؛ با این حال، از نظر معتقدین ویدانته، مایا به عنوان حقیقیت متافیزیکی و روحانی در نظر گرفته نمی‌شود. واقعیت روحانی عبارت از واقعیت ازلی است، در حالیکه واقعیت تجربی تنها واقعیت حال حاضر است. چون مایا عبارت از دنیای مادی ادراکی می‌باشد، از منظر ادراکی یک حقیقت است، اما از منظر روحانی براهمن یک «ناحقیقت» است. از نظر محققان ادویته، حقیقت واقعی هم شامل ویاواهاریکا (واقعیت تجربی) است و هم پارامارتیکا (واقعیت روحی)، یعنی هم مایا و هم براهمن. هدف از روشنگری روحانی، وضعیت ادویتنس، تحقق روح یک فرد مشابه با روح کیهانی (براهمن) و تحقق ابدیت، نترس بودن و یکی بودن درخشنده است.
از هندویزمِ ادویته و آیین بودایی به عنوان مثال‌هایی از آکوسمیسم یاد شده‌است. بعضی از دانشمندان می‌گویند تصنیف آیین بودایی از جمله فلسفه که مبتنی بر آکوسمیسم است درست نبوده و همچنین ادویتا ویدانته نیز آکوسمیسم نیست.

## در فلسفه غربی
آکوسمیسم در کارهای تعداد زیادی فلاسفه غربی، از جمله پارمنیدیس، افلاطون، اسپینوزا، کانت، هگل، شوپنهاور، و ایده‌آلیست‌های آمریکایی و انگلیسی چون اف.اچ. برادلی نیز دیده شده‌است. ارنست پلاتنر در ۱۷۷۶ میلادی استدلال نمود که باورهای اسپینوزا، موجودیت خدا را رد نکرد، بلکه موجودیت یک هستی مستقل از خدا را رد کرد؛ و بعدها سولومن میمون، اصطلاح آکوسمیسم را برای تشریح نظریات اسپینوزا بکار گرفت. فیشته و هگل از این تفسیر پیروی نموده و هگل از آن جهت توصیف یک نوع همه‌خدایی استفاده نمود. هگل تشریح می‌نماید که به عقیده اسپینوزا، آکوسمیسم «ماده» ای نامتناهی واقعی است و جهان متناهی وجود ندارد. «اما اتهام زنندگان به اسپینوزیسم قادر نیستند تا خود را از هستی متناهی جدا سازند؛ لذا آنها به اسپینوزیسم می‌گویند که همه چیز خدا است، چون دقیقاً این مجموعهٔ از تمام متناهی‌ها/ فناپذیرها (جهان) است که در هستی ناپدید شده‌است. اگر یک شخص استدلال نماید که «همه چیز یکی است» و سپس ادعا نماید که یگانگی عبارت از واقعیت چندگانگی است، پس این «همه چیز» دیگر وجود ندارد. این چندگانگی از بین می‌رود، چون حقیقیت وی در یگانگی نهفته‌است.» از نظر والتر ترنس استیس، تمامی آکوسمیزم فلسفی ریشه در تجربه رازآلود دارد، چه نویسندگان از آن آگاهی داشته باشند یا خیر. استیس اشاره می‌کند که بیشتر فلاسفه غربی می‌کوشند تا یک اکوسمیزم شایسته را شکل دهند که در آن دنیا واقعیت کمتری دارد، نه این که توهم مطلق باشد. او از درون لحظهِ جاودانگی به دو منبع درونی از اکوسمیزم نگاه می‌کند، اولاً اینکه لحظه درونی شامل تمامی جاودانگی و نامتناهی است و لذا هیچ چیزی خارج از آن وجود ندارد، ثانیاً اینکه لحظه جاودان به عنوان یک ارزش والا تجربه می‌گردد.